# Роша
Роша — місцевість на західній околиці Чернівців, яка від початку розвивалась як окреме поселення, згодом передмістя, і зрештою стала міським житловим мікрорайоном.

## Назва та розташування
Споконвічна назва місцевості мала суто слов'янське походження: Рошоши 1785, Рошош 1786. Остання форма вживалася місцевим українським населенням ще на пам'яті старшого покоління.
Вперше топонім «Рошош» документально згадується на початку «австрійського періоду» у «Міському статуті» (1786):
|  | ...села, що знаходяться на землях, приналежних містові Чернівцям, а саме Рошош, ... мають сплачувати свої повинності до міської каси... |

Розкриттю етимології цієї назви присвятив спеціальну працю відомий дослідник буковинської топонімії Ю. О. Карпенко, який вивів її від форми Росош, котра у свою чергу виникла від загального слова «розсоха» — в значенні «розгалуження», «роздоріжжя».
Пізніше місцеві жителі (колоністи з Швабії та Банату) переробили слов'янську назву на більш звучну для них — Rosch, що в подальшому зазнала впливу румунської мови.
Отож, нинішня Роша являє собою своєрідний мовний гібрид слов'янської першооснови, німецької звукової форми і румунського закінчення.

## Історія
За твердженнями відомого дослідника історії Чернівців та Буковини Раймунда Кайндля, Роша є одним із тих поселень з чернівецького передмістя, яке згадувалось ще у молдавські часи. На думку багатьох досідників, зародження Роші сягає часів розквіту Цецинської фортеці, коли навколо неї, ймовірно і на цих землях, розвинувся посад.
На момент приєднання західної частини Буковини до Габсбурзької монархії Роша була мало залюдненою, й практично відразу місцевість почали заселяти німецькі колоністи.
Зі звіту комісара Буковини у справах поселенців у 1788 році на Роші було дві сім'ї поселенців, третьою стала родина католицького пастора. Згодом тут поселились ще 15 родин.
У результаті колонізаційної політики німці стали найчисельнішою етнічною групою у цьому населеному пункті. Суттєвою була присутність румунів. Була й незначна кількість українців. За характером діяльності рошани у своїй переважній більшості були селяни та ремісники. У 1836 році на Роші налічувалося вже 530 будинків, в яких проживали 703 сім'ї. 1843-го тут уже мешкало 900 сімей.
У «австрійські часи» для позначення міських сіл, зокрема й Роші, використовувався термін «Dominium», який зазвичай вживали щодо панських володінь. У такому статусі, поряд з феодальними повинностями (десятинний оброк), міські селяни змушені були виконувати «натуральні роботи» — заготовляти та возити дрова, нести сторожову службу, збирати та вивозити нечистоти, безоплатно надавати власних коней у разі боротьби зі стихіями тощо.
Розмір десятинного оброку, що сплачувався у «Дирекцію державних маєтків», був предметом запеклих суперечок між селянами та міською адміністрацією, які тривали аж до 1830-их рр.

### Передмістя
Тільки 19 вересня 1847 року декретом Галицького намісництва (у юрисдикції якого знаходився Буковинський округ) статус Роші був підвищений до передмістя, а її мешканці прирівняні в правах до міщан.
За переписом 1900 року у передмісті Роша нараховувалось 1241 будинок, де проживали 7453 дорослі особи (3734 чоловічої та 3719 жіночої статі). За віровизнанням було зафіксовано наступний розподіл: 2430 католики, 3508 — православні, 300 — юдеї, 1215 — належали до інших віровизнань (греко-католики, євангелісти та ін.).
За розмовною мовою мешканці Роші розподілились: 3356 — німецька, 3346 — румунська, 473 — українська, 77 — інші мови. У цей час на Роші проживали 200 колишніх військових.
Перед Першою світовою війною населення сягало 9 тисяч (разом із дітьми).
Громада Роші мала у своєму розпорядженні 2820 гектарів землі, із яких 1112 га — це були орні землі, 610 — луки, 193 — сади, 356 — пасовища, 428 — ліси.
Певного імпульсу розвитку місцевості додало спорудження тут в середині ХІХ ст. кавалерійських казарм.
Передмістя мало свої дві церкви: православну і римо-католицьку. Перша мурована православна церква архангелів Михаїла і Гавриїла була збудована у 1900 році. Першим її настоятелем став протопресвітер Григорій Гостюк. Йому допомагали помічники священника Захарій Перчек, Петро фон Тевтул та дяк Василь Остафі.
Передмістя мало також власний цвинтар. На його плані, що зберігся в архівних фондах, нанесено парцелі римо-католицького, євангелістського та православного кладовищ. В кінці знаходилася парцеля для захоронення мертвонароджених. У 1903-1907 р.р. міська влада займалася питанням розширення Рошинського цвинтаря.
Перед Першою світовою війною в передмісті проводився благоустрій вулиць. При цьому їх вирівнювали, засипали гравієм, для цього магістрату доводилося часом обмінювати земельні ділянки.

### Рошинські школи
Першу Рошинську (тривіальну) школу було відкрито 2 грудня 1816 року. Мовою викладання було визначено — румунську. При школі (традиційно для тих часів) було споруджено квартиру для її директора. Зі школою на Роші пов'язані імена таких педагогів, як: Ауґуст Зельґін, Лоренц Нойманн, Віктор Котлекк, Ґустав Кандель, Міхаель Ґалєр, Микола Хотинчан, Євгенія Хотинчан, Василь Софронюк, Єлизавета Гладюк, Георгій Українець.
28 березня 1899 року в Чернівецькому магістраті було прийнято рішення щодо будівництва на Роші, в районі кавалерійських казарм, нової міської чотирикласної комунальної школи, яку відкрили 13 вересня 1902 року. Нова німецькомовна школа, крім класів, мала канцелярію та квартири для старшого вчителя (управителя школи) та вахтера. Станом на 31 грудня 1913 року в ній вже було 5 систематизованих класів (разом з паралельними — 8). У школі навчалося 365 учнів. Серед них 290 учнів вважали рідною мовою німецьку, 30 — українську, 18 — польську, 14 — румунську, 2 — інші мови. У школі працювали: Йоганн Брукер, Александр Кузмані, Антон Лінкс, Вільгельм Грегорович, Євгенія Попескул, Паула Немец, Густа Блюм та ін.
В 1904 році інспектор Буковинської митрополії Михайло Драчинський в акті перевірки стану викладання релігії в другій школі на Роші зазначав:
|  | ...друга школа на Роші знаходиться біля мосту, очолює її старший вчитель Михайло Шолтес. Православних учнів тут 54. Заняття проводяться регулярно. Ті діти, що ходять до школи, дуже добре орієнтуються в матеріалі, добре знають молитви. Проте учні, що тижнями, а то й місяцями не ходять до школи, знають набагато менше... |

Третя і четверта Рошинські школи були двокласні з румунською викладовою мовою, і розташовувались на околицях місцевості. 1891-го р. школу було відкрито на «Цецино», 1899-го — на «Роші Стинці».

## Сьогодення
В усі часи («австрійські» 1775-1918, «румунські» 1919-1940-ві, «радянські» 1940-1991) на Роші влада обмежувалася тільки частковим благоустроєм вулиць.
Нині на Роші працюють чотири середні освітні заклади, серед яких Чернівецький військовий ліцей, створений 2009-го р. шляхом реорганізації школи-інтернату на вул. Луковецькій, де навчалися діти-сироти та діти з неблагонадійних сімей. Крім того, тут знаходяться три дитячі садки.
Відбувається нова забудова на території колишнього військового містечка на вулиці Мізюна. Тут на площі розміром 7,5 га здійснюється побудова нового житлового кварталу.
На вулиці Краматорській знаходиться невеликий гірськолижний курорт «Цецино».

## Галерея

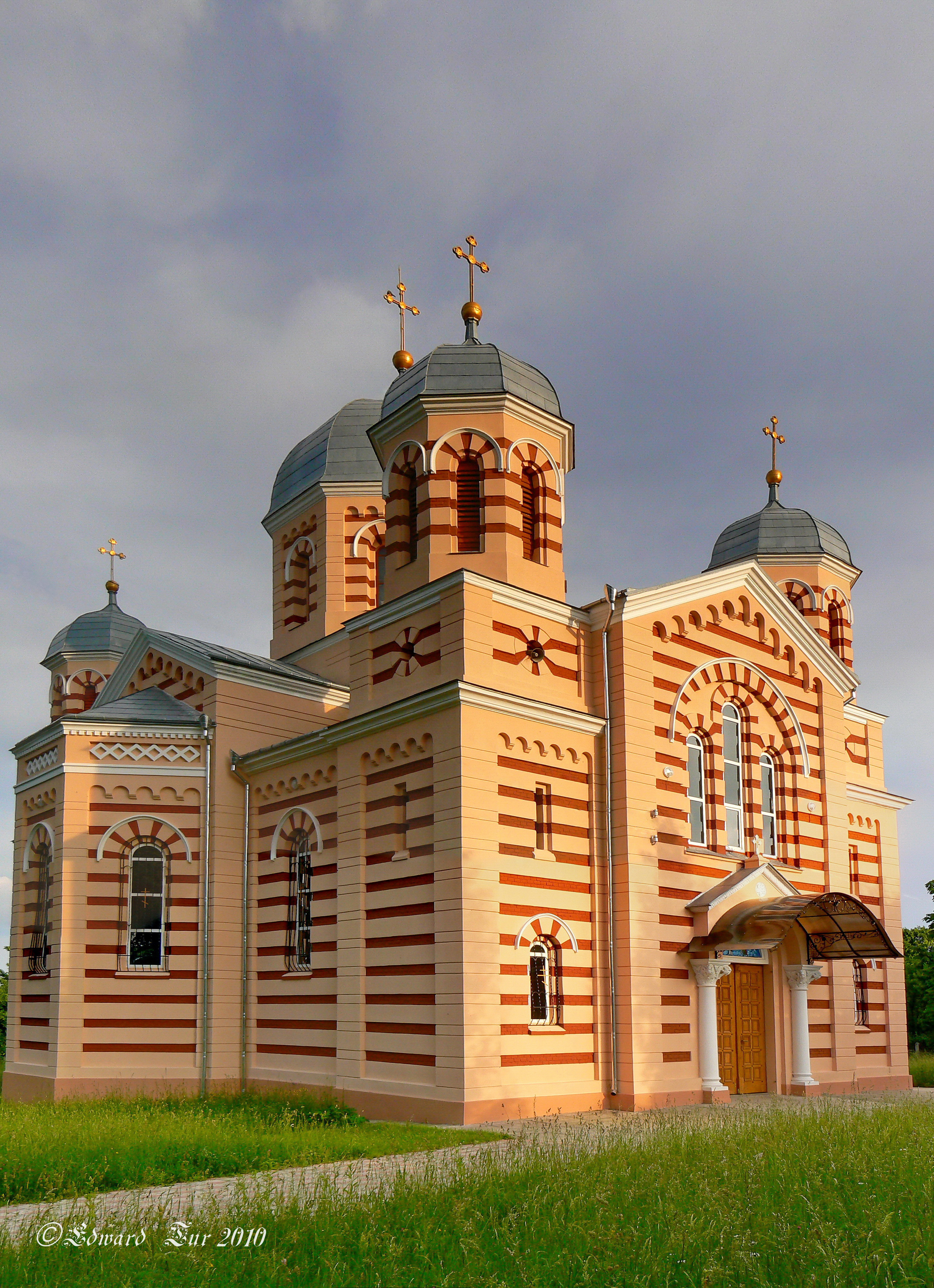
Свято-Михайлівська церква на Роші